# IC 3993
IC 3993 је елиптична галаксија у сазвјежђу Ловачки пси која се налази на листи објеката дубоког неба у Индекс каталогу.
Деклинација објекта је + 40° 36' 8" а ректасцензија 12h 59m 30,4s. Привидна величина (магнитуда) објекта IC 3993 износи 14,8 а фотографска магнитуда 15,8. IC 3993 је још познат и под ознакама NPM1G +40.0305, PGC 3088024.